# Иван Вачков
Иван Ганчев Вачков е български юрист и политик от БКП.

## Биография
Иван Вачков е роден на 19 май 1920 г. във великотърновското село Присово. От 1936 г. е член на РМС, а от 1944 г. и на БКП. В гимназията е секретар на организацията на РМС в Търново, за което е изключен от училище. Увлича се по есперанто и подкрепя въздържателното движение в България. От 1940 до 1942 г. учи право в Софийския университет, където членува в БОНСС. Излиза в нелегалност през 1942 г. Арестуван е и осъден на смърт, но лежи в затвора до 1944 г.
След 9 септември 1944 г. сътрудничи на Околийския комитет на БКП във Велико Търново. През 1947 г. довършва образованието си в Софийския университет. Работи последователно като Околийски прокурор в Търново и Габрово. От 1952 г. е заместник-окръжен прокурор в София. През 1957 г. започва да работи към отдел „Административен“ при ЦК на БКП. В периода 25 декември 1962 – 12 юни 1981 г. е главен прокурор на Народна република България – най-дълго заемалият този пост. От 1966 до 1971 г. е кандидат-член на БКП, а от 1971 до 1981 г. е член на ЦК на БКП.
Умира през 1981 г.